# St. Michael (Gardelegen)

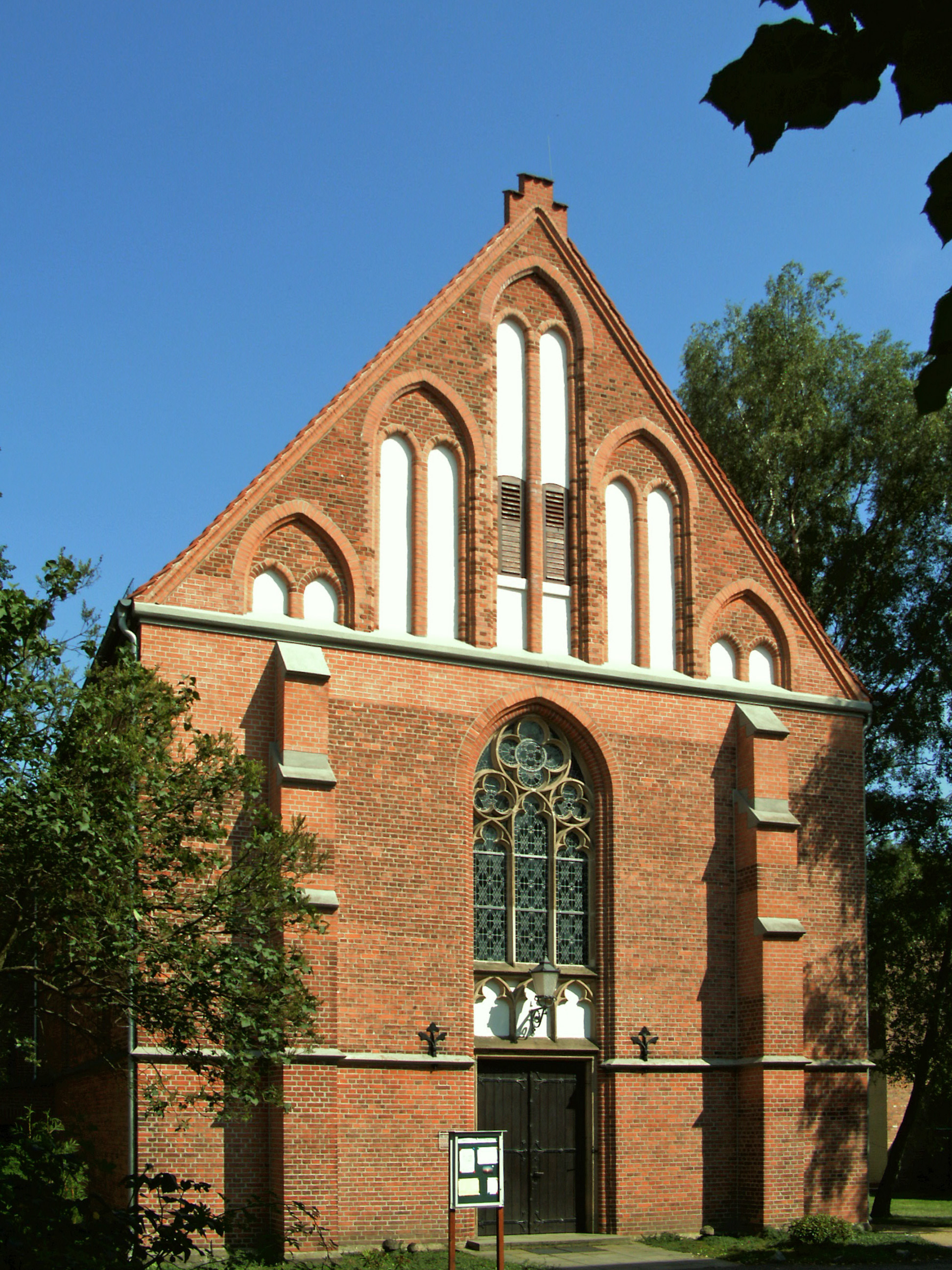
Westgiebel der Kirche

Die Kirche Sankt Michael ist die katholische Kirche in Gardelegen, einer Stadt im Altmarkkreis Salzwedel in Sachsen-Anhalt. Sie ist Sitz der nach Hildegard von Bingen benannten Pfarrei „St. Hildegard“ in der Pastoralregion Altmark des Bistums Magdeburg. Die in der Philipp-Müller-Straße 32 gelegene Kirche ist im Denkmalverzeichnis des Landes Sachsen-Anhalt unter der Erfassungsnummer 094 85800 als Baudenkmal verzeichnet.

## Geschichte
1539 wurde in Gardelegen durch Bartholomaeus Rieseberg, einen Schüler Martin Luthers, die Reformation eingeführt. Damals gehörte Gardelegen zum Archidiakonat Balsamgau des Bistums Halberstadt. Dadurch wurden die beiden Gardelegener Kirchen, die Marienkirche und die Nicolaikirche, evangelisch-lutherisch.
Erst in der zweiten Hälfte des 18. Jahrhunderts kamen mit dem Militär wieder einige Katholiken nach Gardelegen. Von den Befreiungskriegen an wurde auch für die katholische Zivilbevölkerung von Gardelegen wieder katholische Gottesdienste gehalten, die in einer Tischlerwerkstatt in der Burgstraße stattfanden. Ab 1831 fanden gelegentliche Gottesdienste seitens der Pfarrei Stendal in einer Notkirche in Gardelegen statt, seit diesem Jahr werden in Gardelegen katholische Kirchenbücher geführt. Auch in der Kapelle St. Georg wurde zeitweise zelebriert.
1856 wurde ein Dragonerregiment in Gardelegen stationiert, mit ihm kamen über 140 Katholiken, überwiegend aus Trier, in die Stadt. 1866 folgten Teile des Altmärkischen Ulanen-Regiments „Hennigs von Treffenfeld“, mit ihm kamen katholische Soldaten aus dem Eichsfeld hinzu.
1861 wurde in Gardelegen eine katholische Kirchengemeinde (Missionspfarrei) gegründet, die den ganzen Landkreis Gardelegen umfasste, und an der Breiten Straße, die heute die Bezeichnung Philipp-Müller-Straße trägt, mehrere nebeneinanderstehende Häuser erworben. In einem dieser Häuser wurde eine Notkapelle eingerichtet, die am 8. Oktober 1863 benediziert wurde. Sie trug bereits das Patrozinium des Erzengels Michael, der unter anderem als Schutzpatron der Soldaten verehrt wird. Heinrich Rubarth, Domvikar des Erfurter Domes, war von 1861 bis 1864 ihr erster Seelsorger. Sein Nachfolger Hermann Hüser blieb nur bis 1865 in Gardelegen, ihm folgte bis 1880 Otto Ignaz Johann Grüttner. Durch den Kulturkampf konnte die Stelle eines Seelsorgers in Gardelegen nach dem Tod Grüttners nicht wieder besetzt werden. Zeitweise hielt der Geistliche der Missionspfarrei Salzwedel nun auch in Gardelegen Gottesdienste. 1865 war in Gardelegen bereits die Einrichtung einer katholischen Schule erfolgt.
Am 13. April 1892 wurde mit Neupriester Johannes Xaver Döring wieder ein eigener Priester für Gardelegen ernannt, dem noch im Juli desselben Jahres Heinrich Haehling von Lanzenauer als Pfarrverweser in Gardelegen folgte. Da die kirchlichen Gebäude inzwischen baufällig geworden waren, begann er Spenden für einen Neubau zu sammeln. Bereits 1893 wurde Heinrich Haehling von Lanzenauer an die St.-Marien-Kirche in Oschersleben versetzt und später zum Weihbischof des Bistums Paderborn ernannt. Sein Nachfolger in Gardelegen war von 1893 bis 1896 Wilhelm Thiele, der hinter der Notkapelle 1895 mit dem Bau der heutigen Kirche begann. Nächster Missionspfarrer in Gardelegen war ab 1896 Heinrich Koch, der den Kirchenbau, der wiederum nach dem Erzengel Michael benannt wurde, 1898 vollendete. 1898 fand auch die Kirchweihe statt. Bereits 1897 war die vom Gardelegener- und Velpker Männerverein gestiftete Michaelisglocke gegossen worden. Von 1898 bis 1900 wurden die alten Gebäude abgerissen, und links von der Kirche das Pfarrhaus und rechts von der Kirche ein Schulhaus erbaut. Der Raum zwischen diesen beiden Gebäuden wurde als Kirchenvorplatz freigelassen.
1903 bekam Gardelegen in Oebisfelde seine erste Tochtergemeinde, eine weitere Tochtergemeinde folgte 1912 in Weferlingen. Im Dezember 1918 endete die Amtszeit von Heinrich Koch in Gardelegen, sein Nachfolger wurde Friedrich Meister († 1926). In seiner Amtszeit wurde am 1. Juli 1921 die Kirchengemeinde zur Pfarrei erhoben, Meister wurde ihr erster Pfarrer. In der Zeit des Nationalsozialismus wurde die katholische Schule am 1. April 1939 durch die staatlichen Behörden aufgehoben.
Nach dem Zweiten Weltkrieg vergrößerte sich die Zahl der Katholiken in Gardelegen und Umgebung durch den Zuzug von Flüchtlingen und Heimatvertriebenen aus den Ostgebieten des Deutschen Reiches. Weitere Tochtergemeinden entstanden 1946 in Mieste und Uchtspringe, wovon letztere nur bis 1951 bestand.
1972 zerstörte ein schwerer Sturm den kreuzbekrönten Dachreiter, der damals mit den in der DDR zur Verfügung stehenden Mitteln nicht wieder errichtet werden konnte. 2002 wurde hinter der Kirche ein kleiner freistehender Glockenturm errichtet. Er wurde von einem ehemaligen Gemeindemitglied gespendet, das seit 1953 in Hamburg lebt.
2006 kam die Kuratie Kalbe von der Pfarrei Salzwedel zur Pfarrei Gardelegen. Am 1. November 2007 wurde aus den Pfarreien Gardelegen und Oebisfelde, den Kuratien Kalbe und Mieste, sowie den Pfarrvikarien Beetzendorf und Klötze ein Gemeindeverbund errichtet. Damals gehörten zur Pfarrei Gardelegen rund 460 Katholiken. Am 2. Mai 2010 wurde aus dem Gemeindeverbund die heutige Pfarrei „St. Hildegard“ gebildet. Die Volkszählung in der Europäischen Union 2011 zeigte, dass von den 23568 Einwohnern der Stadt Gardelegen 490, und somit rund 2 %, der römisch-katholischen Kirche angehörten. Bis zur Auflösung der Dekanatsstrukturen im Bistum Magdeburg am 1. September 2023 gehörte Gardelegen zum Dekanat Stendal.

## Architektur und Ausstattung
Die geostete Kirche wurde nach Plänen von Arnold Güldenpfennig im Baustil der Backsteingotik errichtet und verfügt über 136 Sitzplätze. Der Orgelprospekt stammt noch aus den Anfangsjahren der Kirche, dahinter verbirgt sich seit den 2000er Jahren ein elektronisches Instrument. Der freistehende kleine Glockenturm hinter der Kirche enthält zwei Glocken. Die alte Michaelisglocke aus dem ehemaligen Dachreiter und eine weitere, 2002 geweihte neue Glocke.